# Georgij Tumanov
Georgij Nikolajevič Tumanov (rusky Георгий Николаевич Туманов, 29. července 1880, Groznyj, Ruské impérium – asi 25. října nebo 3. listopadu 1917?) byl ruský plukovník a aktivní účastník únorové revoluce.

## Životopis
Georgij Tumanov se vzdělával v kadetském tělese v Tbilisi. Do služby vstoupil roku 1898. V roce 1901 ukončil Tumanov docházku do Konstantinovské dělostřelecké školy. Do roku 1904 se vypracoval na poručíka.
V roce 1909 ukončil Tumanov vzdělání na Nikolajevské akademii. V té době byl již kapitánem a získal řád sv. Stanislava. Stal se také členem Preobraženského pluku a na začátku první světové války se stal plukovníkem.
Když vypukla únorová revoluce, stal se Tumanov jejím aktivním členem. Na začátku revoluce byl zvolen do vojenské komise v Dumě. V dubnu se stal asistentem ministra války a pozdějšího ministerského předsedy Alexandra Kerenského.
Proslýchalo se, že Tumanov věděl o blížícím se bolševickém převratu, neměl však odvahu ho však oznámit nadřízeným. Když provedli bolševici dne 25. října 1917 převrat, byl Tumanov spolu s Georgijem Polkovnikovem a Jakovem Bagratunim na zasedání generálního štábu. Ještě před příchodem bolševiků z něho Tumanov uprchl.
Od té doby byl nezvěstný. Byl nalezen až 3. listopadu v řece Mojce. Měl zkrvavenou hlavu po úderech bajonetem, jedno oko měl vyražené, přeražený nos, probodlý krk a zlomené žebro. Bolševici se později přiznali, že ho zatkli a když se jim zdál být přebytečným, zabili ho.